# Лайтнинг (персонаж)
Лайтнинг (яп. ライトニング Райтонингу англ. Lightning) — главная героиня компьютерной игры Final Fantasy XIII. Создана режиссёром и сценаристом Мотому Ториямой, оригинальный дизайн разработан художником Тэцуей Номурой.
В прошлом солдат, ныне борется с оккупацией страны Пульс цивилизацией Кокон. Настоящее имя — Эклер Фаррон (яп. エクレール・ファロン Экурэру Фарон), от него она отказалась ещё в детстве, после смерти родителей. С помощью нового имени Лайтнинг хотела уйти от тягот прошлой жизни и стать сильной, независимой женщиной, способной позаботиться о своей младшей сестре Сэре (Serah). Тем не менее, в итоге этот выбор привёл лишь к осложнению отношений между ними.
В качестве одной из героинь присутствует также в игре Dissidia 012 Final Fantasy.

## Создание и концепция
Мотому Торияма хотел воплотить в Лайтнинг женского персонажа нового типа, с более атлетичным телом и менее женственным характером по сравнению с остальными героинями серии Final Fantasy. Давая задание художнику, Тэцуе Номуре, он попросил сделать её одновременно «сильной и красивой», «что-то вроде женской версии Клауда Страйфа из Final Fantasy VII». С началом разработки игры было выполнено множество дизайнов, причём некоторые из них разрабатывались другими участниками производственной команды. Первые наброски представляли её блондинкой азиатской внешности, позднее Номура решил сделать Лайтнинг «серьёзной», «неумолимой», «безжалостной» и в какой-то степени «индивидуалистической личностью», чтобы её характер контрастировал с другим персонажем игры — вспыльчивым и непостоянным Сноу Виллиерсом. Итоговый концептуальный рисунок вышел менее азиатским, чем изначально планировалось, и, так как блондином уже был Хоуп Естейм, Лайтнинг получила волосы розоватого цвета. В игре ей 21 год.

## Отзывы и критика
Персонаж Лайтнинг удостоился как положительных, так и отрицательных отзывов. Ещё в то время как игра находилась в разработке, обозреватель сайта Anime News Network Тодд Циолек обвинил героиню в стереотипности, отметив, что детёныш чокобо в причёске Сажа и то выглядит интереснее. В феврале 2010 года японский журнал Famitsu поставил Лайтнинг на 34-е место в списке лучших персонажей компьютерных игр. Многие критики отмечали сходство героини с протагонистом игры Final Fantasy VII Клаудом Страйфом.

## Комментарии
1. ↑  Также встречается вариант «Молния», использованный в официальном руководстве к Final Fantasy XIII, выпущенного компанией «Новый диск», которая по лицензии осуществляла дистрибуцию игры в России